# جيه دبليو ماريوت ماركيز ميامي
جيه دبليو ماريوت ماركيز ميامي (بالإنجليزية: JW Marriott Marquis Miami)‏ هو فندق فاخر يقع في وسط مدينة ميامي، فلوريدا، الولايات المتحدة الأمريكية.
يقع الفندق ضمن مشروع المليار الدولار لمتروبوليتان ميامي الجديدة لتطوير مجمع متروبوليتان ميامي جنبا إلى جنب مع فندق الفنون الجميلة ميامي. برج فندق يتشارك مرآب للسيارات مع برج المكاتب المجاور ذو ال47 طابق، مركز ويلز فارغو. تم الانتهاء من البرجين في تشرين الأول 2010.
الفندق الأول من سلسلة جيه دبليو ماريوت ماركيز يضم 313 غرفة ضيوف، بما في ذلك 56 جناحا، جنبا إلى جنب مع مجموعة واسعة من وسائل الراحة، بما في ذلك مطعم الشيف الشهير الشيف، دانيال بولود في ديسيبل بيسترو مودرن.
فندق جيه دبليو ماريوت ماركيز ميامي هو الفندق الأول من سلسلة فنادق جيه دبليو ماريوت ماركيز الفاخرة، الفندق الثاني افتتح عام 2013 في دبي، الإمارات العربية المتحدة.

## روابط خارجية
- JW Marriott Marquis on skyscrapercenter.com

‌